# Veigné
Veigné település Franciaországban, Indre-et-Loire megyében. Lakosainak száma 6734 fő (2022. január 1.). Veigné Chambray-lès-Tours, Esvres, Joué-lès-Tours, Montbazon, Monts, Saint-Branchs és Sorigny községekkel határos.

## Népesség
A település népessége az elmúlt években az alábbi módon változott:
| Lakosok száma | 2420 | 4199 | 4520 | 5887 | 6098 | 6101 | 6266 | 6423 | 6511 | 6734 |
|               | 1968 | 1982 | 1990 | 2006 | 2013 | 2015 | 2017 | 2019 | 2020 | 2022 |